# Лъв VI Философ
 Тази статия е за византийския император.  За солунския митрополит вижте Лъв Математик.  
Лъв VI Философ (Мъдри) (на гръцки: Λέων ΣΤ' ο Σοφός; * 19 септември 866; † 11 май 912) е ромейски (източноримски) император (василевс), управлявал Източната римска империя (Византия) от 886 до смъртта си в 912 година.

## Произход и наследник на трона
Лъв VI е вторият представител на Македонската династия. Приема се, че е син на Василий I Македонец, въпреки сериозните основания да се смята, че баща му всъщност е предишният император Михаил ІІІ, тъй като е любовник на майка му Евдокия Ингерина, отпреди женитбата й с Василий и всъщност той самият я урежда.
След смъртта на Константин, първородния син на император Василий I Македонец, Лъв е обявен за наследник (879 г.), но не се ползва с благоволението на Василий I, който веднъж дори заповядва да го арестуват по подозрение в заговор и едва е разубеден от съветниците си да не го ослепи.

## Управление

### Вътрешна политика
С идването си на трона Лъв VI извършва редица държавни промени – засилва самодържавието, ограничава ролята на сената и димите, премахва градското самоуправление. Променя и доразвива дворцовия церемониал. Реформира и допълва административната и правна уредба на империята, която при неговото управление преживява културен и духовен разцвет. Самият император подпомага писането и издаването на книги, занимава се с философия, наука, военна теория, автор е на редица произведения.
По времето на Лъв VI е издадена най-голямата сбирка закони на гръцки език, наречена „Василики“, състоящ се от 60 книги, в която има и регистър Типукейтос за изчезнали книги. С „Новелите“ се отменят старите права на гражданските съвети и сената, като цялата власт се съсредоточава в ръцете на императора и бюрократичния апарат. Създават се нови длъжности: ректор, протопозит, церемониал майстор, простратор (отговаря за конюшните), логотет на дрома – пръв министър, сакелар – министър на финансите. Утвърждава се новото администратично деление на теми, управлявани от стратези с военна и административна власт (обединяване на властите и нарушаване на Юстиниано-Константиновите принципи). Организира на търговците в еснафи.
Вътрешната политика на Лъв VI до голяма степен минава под знака на неговата обвързаност с една или друга придворна партия, както и с неговите опити да установи контрола си над православната църква в лицето на Константинополската патриаршия. Императорът принуждава авторитетният патриарх Фотий да се оттегли през декември 886 г. и го заменя със своя едва 19-годишен брат Стефан, един безпрецедентен избор в историята на патриаршията. След смъртта му, през 893 г., император Лъв VI избира и налага на патриаршеския трон Антоний II Калека, а по-късно - Николай I Мистик (от 901 до 907 г.), който впоследствие е свален и заменен с Евтимий I Синкел.
Действията на императора са подкрепени от столичната администрация и в частност от влиятелното семейство Зауца, които добиват все по-определяща роля в управлението, благодарение на връзката между императора и придворната фаворитка Зоя Зауцена. Нейният баща се издига до поста на пръв министър и дори получава новосъздадената титла василеопатор („баща на императора“). След оттеглянето на първата си съпруга Теофания в 893 г. и нейната смърт през 898 г., Лъв VI официално се оженва за Зоя Зауцена, но тя умира не след дълго (899 г.), окончателно довеждайки до изпадането на клана Зауца в немилост. През 900 г. императорът сключва трети брак – с Евдокия Баяна, макар този брак да противоречал на църковните закони. Назначеният по предложение на Зауца патриарх, дава своето разрешение за това, но през 901 г. третата съпруга на Лъв VI също умира. През същата година умира и патриархът, сменен от Николай I Мистик – завърнал се от изгнание бивш противник на императора, издигнат до поста мистик (личен секретар).
Лъв има някои ексцентрични прояви. Според легендата нощем обикаля дегизиран из столицата (имитирайки Харун ал-Рашид), за да провери бдителността на стражите и настроенията на народа. Слави се също и като астролог, който може да предсказва бъдещето (по този повод българския цар Симеон I го осмива в едно от писмата си до него).

### Война с България
При Лъв VI за пръв път от 30 години е нарушен мирният договор с България. Повод за това са неразрешени спорове относно търговските права между двете държави – ромейското правителство премества тържището на българските търговци от Константинопол в Солун, което е изключително неизгодно за българската страна поради многократно удължения маршрут за превоз на стоките (главно зърно и добитък). След неуспешни преговори в Тракия започват военни действия. Междувременно ромейската агентура подкупва маджарите да предприемат нахлуване в България от североизток през 894 г. То причинява сериозни опустошения на българските земи около Дунав. Този конфликт би могъл да бъде решаващ удар в тила на българската държава, с който да се улесни настъплението на ромейските войски от юг, но противно на очакванията в Константинопол, Симеон I предпочита да сключи мир с маджарите отстъпвайки им земи в Панония, отколкото да се впусне в твърде ангажиращ конфликт с тях. Вместо това до края на своето царуване той насочва главните си усилия и средства срещу империята.
Българо-византийската война се задълбочава през лятото на 896 г., когато ромеите претърпяват решително поражение при Булгарофигон срещу Симеон I. След унизителната загуба в тази битка пленените хазарски наемници от императорската гвардия са скопени и изпратени на василевса в Константинопол. Лъв VI сключва примирие и получава ок. 120 хиляди пленени ромейски поданици, а в замяна връща тържището обратно и започва плащането на годишен данък (до 913 г.).

### По-късно управление
През 900 – 902 г. империята воюва успешно срещу арабските емири в Анадола и Армения, увеличава се натискът върху Ал-Авазим – защитната линия от арабски крепости между Средиземно и Черно море. В този период империята изживява няколко вътрешни и външни сътресения: аглабидите в Сицилия превземат Таормина (902 г.), а пиратът на арабска служба Леон Триполски превзема и разграбва Солун (904 г.). Пиратските набези засягат и егейските брегове на Гърция заедно с островите.  Провалят се две големи военноморски експедиции – срещу местните емирати на островите Кипър (908 г.) и Крит (911 г.). 
Константинопол е атакуван два пъти (в 907 и 911 г.) от флот на Киевска Рус воден от Олег Новгородски. С русите е сключен мир и търговски договор.
Опитите на Лъв VI да контролира амбициите на висшите аристократични родове, довежда до засилена опозиция от тяхна страна, особено след като засяга интересите на знатните фамилии Дука и Фока. През 903 г. е направен неуспешен опит императорът да бъде убит, а през 905 г. избухва бунт в Мала Азия, предвождан от генерал Андроник Дука.
Все по-индиферентен към управлението, Лъв VI предизвиква нов обществен скандал с четвъртия си брак със своята любовница Зоя Карбонопсина – майка на бъдещия император Константин Багренородни. Това става причината за отлъчването на императора от патриарх Николай Мистик (901 – 907; 912 – 925), който обвинява Лъв в прелюбодеяние. В отговор на това василевсът организира свалянето и заточаването на патриарха (907 г.).
След смъртта на Лъв VI през 912 г., той е наследен от брат си Александър (съимператор от 879 г.), заедно с малолетния Константин Багренородни (съимператор от 908 г.) и Зоя Карбонопсина като регент, въпреки неодобрението на голяма част от ромейския народ и аристокрация.